# アンドレ・グランディエ
アンドレ・グランディエ（André Grandier、1754年8月26日 - 1789年7月13日）は、池田理代子作の漫画『ベルサイユのばら』に登場する架空の人物で、同作の準主人公。
オスカル・フランソワ・ド・ジャルジェの幼馴染にして彼女の従者。
平民の生まれ。ジャルジェ家の領地の村で母親と暮らしていたが、8歳の時に母親を失って、母方の祖母であるマロン・グラッセ・モンブランが働くジャルジェ家に引き取られる。以後、オスカルの遊び相手兼護衛として育つ。

## 容姿
黒髪、黒い瞳。細身で長身。
幼少期は首が隠れる程度の癖っ毛のショートヘア。青年期には背中までの長い髪をリボンで纏めている。その後、盗賊『黒い騎士』を捕縛する作戦において、黒い騎士をおびき出そうと企んだオスカルに無理矢理髪を切られて肩までの長さになる。以降は、その長さを維持している。
黒い騎士捕縛作戦の際、黒い騎士（ベルナール・シャトレ）に鞭で顔の左側を打たれ、左眼を負傷した。医師の指示を守って静養していれば回復の望みはあったが、黒い騎士に誘拐されたロザリーを救うべくパレ・ロワイヤルに乗り込んだオスカルが帰らないことを知り、包帯を取って救出に向かったことにより症状が悪化、失明した。以降は左眼を髪で隠している。

## 性格
基本的には優しく、穏やかな性格である。貴族の家に仕えている者らしく品行方正で真面目な仕事ぶりであり、主人であるレニエ・ド・ジャルジェ将軍からの信頼も厚い。また天真爛漫でユーモアもあり快活な一面もある。
一方、意思強さや強い正義感を垣間見せることもある。オスカルのストッパー役としての役割ゆえに彼女の暴走を止める姿が目立っていたが、怒ると逆にオスカルも止めるのが難しいほどに手のつけられないほどに激怒することもあった。また、使用人としての域を超えるほどにプライドが高く、オスカルのすべてを知るのは自分自身だけだという自負が強い。

### オスカルとの出会い
オスカルとの出会いは前述のとおりジャルジェ家に身を寄せた8歳の時である。初対面の時、7歳のオスカルは剣を投げて寄越して「僕が欲しいのは遊び相手じゃなくて剣の相手だ」と勇ましく述べた。オスカルを「お嬢様」だと聞かされていたアンドレは食い違いにショックを受け、世間一般には男女と呼ばれる異質の存在で「可愛いお嬢様」の定義から外れるも祖母の価値観では「可愛いお嬢様」になり侮辱したことになるため、鉄拳制裁を受けて傷一つでもつけたら許さないと宣告された。
本来であれば主従関係から対等な物言いなどは出来ないが、そのような慣習を嫌ったオスカルはアンドレを従者であると同時に友人として接し、アンドレにも2人で行動する際には同様に親しい言動をするよう告げていた。そのため、オスカルの乳母でありアンドレの祖母にしばしば窘められることがあるほど2人は近しく、強い親愛と友情を育みながら成長した。いつ頃、オスカルに対する友愛が異性に対する恋心に変化したのかは不明。物語開始時、マリー・アントワネットの輿入れ、フェルゼンとの出会いの年には既にオスカルを女性として恋い焦がれていた。8歳以降、15歳になるまでの7年間の空白の中で恋心が芽生えた模様。

### 事件
1773年、18歳になった王太子妃マリー・アントワネットが乗る馬が、手綱を取っていたアンドレがよろめいた拍子に馬の腹部に肘をぶつけてしまったことにより暴走するという事件が起きる。
暴走した馬の目の前に崖が迫った所でオスカルが助け、アントワネットの命に別状はなかったが、王族に怪我を負わせた罪で処刑は免れないと国王ルイ15世からの宣告。その時オスカルが部屋に飛び込み、アンドレの主人として国王ルイ15世に命懸けで公平な裁きを要求。また、アントワネット直々の擁護もありアンドレの罪は奇跡的に不問とされた。その直後、安堵とアントワネットを抱いて落馬した際に負傷した痛みから倒れたオスカルに終生の忠誠と献身を誓う。

### オスカルへの慕情
青年期になるとオスカルを女性として愛する気持ちが募るが、身分の違いの恋であり叶わぬ想いであると自戒していた。オスカルがフェルゼンに恋心を抱いていることを知ると内心では動揺を隠せず狂おしい気持ちに苦悩した。どんなに低くてもいいから貴族の身分が欲しいとのた打ち回るが、長い歴史を誇る大貴族であるジャルジェ家の令嬢であるオスカル相手では、ただ貴族になっただけでは結婚など不可能だった。貴族でも名ばかりで平民よりも貧しい生活を送る貴族もおり、その1人であるアラン・ド・ソワソンの怒りを買ったこともある。
また、ジェローデルがオスカルへの求婚者として屋敷の出入りをレニエに許されたことで絶望に襲われて苦しみ、平民という身分と使用人としての立場では反論・反撃をすることなど許されないが、オスカルの有力な夫候補であるジェローデルに情けをかけられてショコラを浴びせるという無礼な態度を取った。更には、オスカルを毒殺して無理心中を図ろうとしたこともある。その時は、直前で前述の落馬事件の日の彼女のために命を賭けるという誓いを思い出し我に返り、毒が入ったワイングラスをたたき落として未遂に終わった。
この心中未遂の他に、恋の狂気に心乱れた上に身分違いの抑圧と絶望が原因で力ずくでオスカルを我が物にしようとするなど暴挙に出た。しかし、そのような様々な苦難を経て、壮年期には物静かな包容力も備えた大人の男性として、オスカルの影としての色を一層濃くした。
左眼を失明した後、その分だけ負担が大きくなった右眼の視力も徐々に失われてゆく。そのことはオスカルを守り、傍にいるために隠していた。しかし、祖母とフランス衛兵隊のアランに気づかれてしまう。そして、パリ出動の直前には完全に視力を失い、アランをはじめとする衛兵隊1班の衛兵たちに止められるが、オスカルに隠し通し出動する意志は強く、衛兵たちはアンドレのサポートをすると決めた。こうして盲目のままオスカルと共にパリに出動した。
フランス革命のさなかにオスカルを庇い、弾丸によって落命。34歳没。

### アランとの友情
フランス衛兵隊で先代の隊長が妹ディアンヌを強姦しようとしたのに激怒し、殴って顎を砕いたことで降格させられたアラン・ド・ソワソンが大貴族が高位高官の職を独占するための規則により元の階級に戻れぬことに腐って自暴自棄の反抗を繰り返し、とても生活のために銃殺刑も辞さない大黒柱という自覚があるとは思えぬ彼と同僚が男尊女卑の愚考ゆえにオスカルを拉致・監禁をしでかすほどの呆れた行為に激怒し、貴族の従僕という立場ゆえに目の敵にされて嫌がらせを受ける日々だったが、オスカルを巡る片恋で恋敵となるも徐々に友情が芽生えて心の距離が縮まってゆく。そんな矢先、オスカルに縁談が持ち上がり一段と深まる身分違いの恋を貶されて発砲し、空に向けて撃ったとオスカルすら突っぱねるが、自身の恋の苦しみしか見えなくなっていたため、思わず「それでも貴族じゃないか」と口走り平民よりも深刻な貧困に喘いでも貴族と呼ばれる身分とは名ばかりの苦しみを怒りと共にぶつけられ、自分自身の失言を謝罪した。本編では描かれなかったが、黒い騎士（ベルナール）を捕縛した際、激情のままにアンドレの右眼を鞭で打ったことの報復を図ろうとしたオスカルを制止した時の言葉「武官はどんな時でも感情で行動するものじゃない。」と何かの折に話し、エピソード4「アラン編」で妹を捨てた元婚約者を射殺しようとしたアランを止めるに至った。オスカルに対する反抗と一転しての恋心が強くてかすみがちだが、2人の友情が思いも寄らぬほどに深かったことを証明している。

## 新・エピソード
コミックス第11巻の最初に収録されたエピソード1では母親と死別したことでアンドレは祖母に引き取られ、同じ村で育った幼馴染のクリスティーヌ（後にオルレアン公フィリップの寵姫・マリー・クリスティーヌ）との別れ際、大人になったらお嫁さんにしてねと懇願されて深く考えずに承諾した。父親の影はない。クリスティーヌは年が流れてもアンドレを忘れずに彼に対する想いが男と女の愛に成長していたが、成長したアンドレは既にオスカルに想いが通じて相思相愛になっていたこともあり彼女に「俺が想っているのはお前だけだ」と告げてクリスティーヌのことはわからなかった。幼い日の別れの時もクリスティーヌではなく村のことを忘れないと答えていたため、恋心も露わに涙を流すクリスティーヌとは温度差があった。両親の死と生まれ育った村との別離はつらかったことが窺えるが、幼馴染の少女に対するというより知らない女の子に言い寄られているようにも映るやり取りだった。アンドレの心情が殆ど描かれずにクリスティーヌの視線で物語が進行したため、クリスティーヌに対する感情が単なる幼馴染の友人としてか、アンドレ自身にも幼い恋心があったのかは曖昧で読者の想像に任せる的な内容になっている。
また、エピソード7でオスカルと共に厳しく稽古をつけられているシーンがあるが、剣を取ったり争うことを好まぬ様子があった。エピソード8ではロザリー・シャトレとジャルジェ将軍の回想の中で黒い騎士（ベルナール）が暴れ始めた頃、第3身分の平民の生活が深刻な様相を呈することに気づいたオスカルは悩みを抱えるようになり、結婚45周年を迎えて愛妻家のジャルジェ将軍がスイス出身の天才時計師アブラアン・ブレゲに依頼し、彼の試作品を知人より安く譲って貰い製作者に妻ジョルジェットに対する贈り物として仕上げて貰って贈った際、その品物を自ら届けに来たブレゲを見かけたオスカルにブレゲが反王室思想の持ち主である医師ジャン・ポール・マラーと同郷の誼（よしみ）で親しくしており、そのマラーはアルトア伯と関係があることを告げる。

## 原作とTVアニメ版の相違点
- 原作では黒髪黒眼だが、アニメでは黒髪と深緑の瞳である。
- アントワネットの落馬事件の原因は、原作と異なりアントワネットがはしゃいだことに変更された。
- 黒い騎士事件発生時、原作では偽物を演じる事と髪を切るのを嫌がって、オスカルと祖母に叱られたが、アニメ版では自ら髪を切り偽物を演じた。
- 原作では興味を示さなかったが、アニメでは新しい時代に強い関心を示しており、遠乗りと偽って僧院での勉強会に参加したりベルナールの演説を聞きに行ったりした。
- 原作ではアランらにオスカルが拉致された時に気も狂わんばかりだったが、アニメでは自身が勉強会に出かけてオスカルのお供をするのに間に合わなかったという事情があり、彼女が怪我をした事に対しても平然と言い訳をした。
- 左眼を傷つけた手段が原作とは異なっており、ベルナールにより鞭ではなく剣で切られた。
- オスカルを守ろうとレニエの特別入隊命令書で衛兵隊に入ったが、アニメでは失明の恐怖と苦悩で通うようになった酒場で知り合ったアランのつてで衛兵隊に入隊した。
- アランの設定が原作とは異なり、同年代の友人という関係であった。
- オスカルの縁談で精神的に不安定だったのを刺激したアランの言葉に激怒して空に向けて銃を撃ったが、アニメではそういうシーンは無かった。
- 無理心中を図らず、ジャルジェの頼みで女性として舞踏会で婿選びをするよう父に命じられたオスカルの伴をしようとした。
- 左眼を失ったことで負担がかかった右眼をも失明したことをオスカルはジャルジェ家の主治医ラソンヌから聞かされ知っていたが、逆にアンドレは彼女が結核に蝕まれて喀血していることを知らずに死んだ。
- 衛兵隊の仲間と共に民衆から敵の目を逸らすための時間稼ぎに奔走した陽動の帰路、オスカルを狙うも彼女に返り討ちに遭った王室側の兵士の撃った弾に心臓を撃ち抜かれて夕刻絶命した。

## キャスト
声優
- 志垣太郎（テレビアニメ版）
- 野崎貴美子（テレビアニメ版・幼少期）
- 堀勝之祐（実写映画版・吹き替え）
- 水島裕（劇場版）
- 三木眞一郎（ドラマCD・Vol.1）
- 鈴木達央（ドラマCD・I・II・FIN）
- FROGMAN（Webアニメ版）
- 豊永利行(2025年劇場版)

俳優
- バリー・ストークス（実写映画版）
- にしきのあきら（現・錦野旦 / 梅田コマ劇場ミュージカル版）

『宝塚歌劇』にてアンドレを演じたキャストについては、「ベルサイユのばら (宝塚歌劇)#配役一覧」を参照。